# Língua baiquena
O baiqueno é uma das "línguas nacionais" de Timor-Leste, falada por cerca de 20 mil pessoas no enclave do Oecusse. O baiqueno é de origem austronésica ou malaio-polinésia, originalmente falada dos atoni, povo de Timor indonésio, prevendo-se a sua continuidade linguística devido ao isolamento do enclave em relação ao resto do país.
Têm o estatuto de "línguas oficiais" de Timor-Leste o tétum e o português.